# 足利中央観光バス
足利中央観光バスは栃木県足利市五十部町に本社を置き、観光バス、路線バス、契約輸送業務を行うバス会社である。

## 車庫
- 足利市五十部町内に複数の車庫があり、車種及び用途で分けて置かれている。
- 群馬県太田市市場町にも車庫があり、大型車と中型車が在籍している。

## バス車両
新車中古車を問わず、貸切車両は基本的に自社カラーで使用している。
- 大型貸切バス
  - 複数台の三菱ふそう・エアロクィーンを保有しており、トイレ付、リフト付もある。
  - ヒュンダイ・ユニバースなども保有している。

- 中型貸切バス
  - 日野・セレガなど数台あり、トイレ付車両もある。

- 小型貸切バス
  - 日野・メルファや日野・レインボー、三菱ふそう・エアロミディMJなどで、路線バスの代走にも使用される。

- 路線バス
  - 路線車両については足利市生活路線バスに記述しているので省略する。

## 運行路線
- 路線バス
  - 足利市生活路線バスを受託運行
  - 平日のみ、自社運行路線として、東武足利市駅⇔緑町⇔足利赤十字病院⇔山前駅を運行。

- 会員制バス
  - 平日のみ、足利・佐野⇔運転免許センター（運転免許センター行は完全予約制）を運行[1]。
  - 車両は、中型又は小型貸切車両が使用される。

- 契約輸送
  - 足利工業大学、同付属高校のスクールバスを運行。
  - 学校法人関東学園のスクールバスを大型貸切車で運行。
  - 葬祭式場セレモニーホールレインボー足利の送迎を専用カラーの小型貸切車で運行。